# Генріх фон Штретелінген
Генріх фон Штретелінген — німецький мінезингер XIII століття.

## Життєпис
Генріх фон Штретелінген народився 1258 року. Ймовірно, був сином дворянина, Генріха III, бо з роду Штретелінгенів відомо три Генріха. Він був молодим, коли помер, йому було лише 36 років.
Навіть зараз[коли?] є можливість побачити руїни замку, де жив рід закоханих у мистецтво[джерело?].
Гербом Штретелінгенів є червоний щит із золотою стрілою в ньому.

## Творчість
Створив декілька строф, три з яких ми бачимо в Манеському кодексі. В першому та третьому віршах Генріха співається про те, що він знаходить собі друзів: Соловейка та Фрау Мінн

## Цікаві факти
- Зображення Генріха є не тільки в Манесському Кодексі, а й у Кодексі Наглера[4], яка надзвичайно схожа на першу.